# Steele Stebbins
Pour les articles homonymes, voir Stebbins.
Steele Stebbins, né le 19 août 2003 en Californie, est un acteur et skateur américain. Il est surtout connu pour le rôle de Kevin Grisworld, dans le film Vive les vacances (Vacation) sorti en 2015 et pour son rôle de Wyatt dans le film Ghost Bastards 2 (A Haunted Hause 2) sorti en 2014. Il est aussi apparu dans deux courts films, Wish you were (Here) en 2010 et Metered en 2011, ainsi que dans deux épisodes de la série télévisée Crazy Ex-Girlfriend en 2015.

## Biographie
Il a deux frères Carter et Cole. Il pratique le paintball et il fait des compétitions avec ses deux frères. Il a également une chaîne YouTube où il fait des vlogs avec sa famille, il a publié des photos sur son compte Instagram.

## Filmographie
Film
- 2010 : Wish you were (Here) : Ryan
- 2011 : Metered : Jeremy
- 2014 : Ghost Bastards 2 (A Haunted Hause 2] : Wyatt
- 2015 : Vive les vacances (Vacation) : Kevin Griswold
- 2016 : Within : Dans les murs (Within) : Jake

- 2018 : Donny's Party : Donny  ( sortir sur Amazon prime us en mai 2021 )
- Films en attente de sortie officielle
- 2018 : Saturday at the starlignt : Adam  (post production)
- 2018 : Life support : Jay ( post production )

2022 : Campfire : rôle Ian 
Télévision
- 2016 : Winning Ugly (pilote) : Harry
- 2016 : Guide de survie d'un gamer (Gamer's Guide to Everything) : Spencer
- 2016 : Heartbeat : Carson
- 2016 : Crazy Ex-Girlfriend : Tommy
- 2018 : La to vegas : Tanner
- 2018 : Alone together : Parker
- 2018 : Overnights : Dustin

## Récompenses
- 2016 : Young Artist Award : Best performance in a Feature Film - Leading Young actor pour son rôle de Kevin Griswold dans Vive les vacances
- 2016 : Young Artist : Crazy Ex-Girlfriend (série tv 2015)